# Eclissi solare del 12 settembre 1931
L'Eclissi solare del 12 settembre 1931 è stato un evento astronomico che ha avuto luogo il suddetto giorno attorno alle ore 04.41 UTC. Tale evento ha avuto luogo nella penisola di Chukchi e nell'Alaska centrale e occidentale. L'eclissi del 12 settembre 1931 è stata la seconda eclissi solare nel 1931 e la 72ª nel XX secolo. La precedente eclissi solare si è verificata il 18 aprile 1931, la seguente si è verificata l'11 ottobre 1931.
Il giorno della luna nuova (novilunio), la differenza tra le distanze apparenti di luna e sole osservate sulla terra è estremamente piccola. In tale momento, se la luna si trova in prossimità del nodo lunare, cioè uno dei due punti in cui la sua orbita interseca l'eclittica, si verifica un'eclissi solare. Quando vi è assenza di ombra e la penombra raggiunge parte dell'estremità settentrionale o meridionale della terra, si verifica un'eclissi solare parziale,  che si verifica quindi presso le regioni polari della Terra.

## Percorso e visibilità
Questa eclissi solare parziale poteva essere vista nella penisola dei Ciukci, situata all'estremità orientale dei territori sovietici, ora Russia; l'evento era visibile anche e nell'area medio-occidentale del territorio di Alaska, ora Alaska. Dato l'attraversamento della linea internazionale del cambio di data, in Unione Sovietica l'eclissi risultava essere avvenuta il 12 settembre mentre in Alaska l'11 settembre.

## Eclissi correlate

### Eclissi solari 1931 - 1935
Questa eclissi è un membro di una serie semestrale. Un'eclissi in una serie semestrale di eclissi solari si ripete approssimativamente ogni 177 giorni e 4 ore (un semestre) in nodi alternati dell'orbita della Luna.